# Kawajiri Hidenaga
Kawajiri Hidenaga (河尻 秀長?; ... – 1600) fu un samurai giapponese del periodo Sengoku, servitore di clan Oda e Toyotomi.

## Biografia
Figlio del servitore Oda Kawajiri Hidetaka, rimase orfano quando il padre morì nel 1582 dopo le insurrezioni avvenute nella provincia di Shinano. Tramite l'influenza di Ishida Mitsunari divenne servitore di Toyotomi Hideyoshi. Partecipò a tutte le seguenti maggiori battaglie di quest'ultimo, tra cui Komaki e Nagakute, Kyūshū e Odawara, e gli venne assegnato il dominio di Naegi nella provincia di Mino.
Morì durante la campagna di Sekigahara nella quale si schierò con le armate occidentali guidate da Mitsunari. Suo fratello minore Shigeyuki divenne in seguito servitore dello shogunato Tokugawa.